# 金宣子
金宣子（キム・ソンジャ、ハングル: 김선자、1939年 - 1997年12月30日）は、韓国のシリアルキラー。1986年10月から1988年8月まで6回にわたって債権者と自分の父、妹に毒物の青酸塩をまぜた飲み物を飲ませて、5人を連続毒殺させた。 韓国歴史上初の女性シリアルキラーでもある。

## 犯行前
金宣子は本来ソウル特別市中区新堂洞に居住していた家庭主婦として、3人の息子がいた。ペイント工で働いていた夫の生活費に依存していた彼女は、頻繁なキャバレーの出入りと賭博によって金の消耗が増えてきて、周辺の人々から金を借りるようになったが、時間が経つにつれて、手に負えない借金を抱えるようになる。結局、彼女は債権者を殺し、金を奪うことを決心する。

## 犯行過程
金宣子は1986年10月31日にソウル中区新堂洞に居住した自分の友人でいたキム・ギェフヮン(ハングル: 김계환、女、当時49歳)にお風呂に一緒に行こうと提案して誘引する。キム・ギェフヮンは、金宣子から受け取った飲み物を飲んで倒れる。キム・ギェフヮンは病院に運ばれたが死亡し、金宣子はキム・ギェフヮンのネックレスと指輪を盗んで逃げたが、警察は特に証拠を見つけることができなかったという。
1987年4月4日には、ソウル中区新堂洞に居住した債権者でいたチョン・スンジャ(ハングル: 전순자、女、当時50歳)に永登浦でお金を受けるため、市内バスを一緒に乗ろうと提案した。金宣子は2度目の犯行以前にチョンスンジャから700万ウォン(約66万円)を借りた状態であり、事件当日にチョン・スンジャとともに市内バスに乗る。チョン・スンジャは、金宣子から受けた正体不明の飲み物を飲んで、毒物中毒症状を訴えながらバスの中で倒れる。チョン・スンジャは、近くの病院に運ばれたが、その場で死ぬ。
1988年2月10日には、ソウル中区新堂洞に居住した債権者でいる、キム・スンジャ(ハングル: 김순자、女、当時46歳)に債務者から資金を集めるため、喫茶店に一緒に行こうと提案した。金宣子は3度目の犯行以前に、キム・スンジャから120万ウォンを借りている状態であり、事件当日に、キム・スンジャと共に喫茶店に行くことになる。金宣子は、キム・スンジャと二人で債務者が来るのを待ったが、債務者は喫茶店に出なかった。キム・スンジャはギムソンジャから受け取った青酸塩が混ざったハトムギ茶を飲んで、タクシーに乗って家に帰ってきた途中吐き気を訴えた。金宣子はキム・スンジャに健康飲料を与え、タクシーで一緒に降りうと提案したが、金宣子の行動を疑ったキム・スンジャは、これを無視した。以後、金宣子は、キム・スンジャに借りた120万ウォンを返済と、キム・スンジャの家を訪問して安否を尋ねた。
1988年3月27日には、親戚の還暦祝いに出席して帰宅した自分の父でいたキム・ジョンチュン(ハングル: 김종춘、男、当時73歳)と共に市外バスに搭乗する。 父と共に市外バスに乗っていたキム・ソンジャは4度目の犯行過程で青酸塩が入った健康飲料を父に渡した。 バスの中で毒物中毒症状で失神したキム・ジョンチュンは、近くの病院に運ばれたが、死亡する。
1988年4月29日には、ソウル城東区(現在のソウル廣津区)華陽洞(クァンジング・ファヤンドン)の子供大公園方面に行く市内バスを待っていた自分の妹のキム・ムンジャ(ハングル: 김문자、女、当時46歳)に青酸塩が入った健康飲料を渡した。 金宣子は5度目の犯行以前にキム・ムンジャから1,000万ウォンを借りてきた状態だった。 市内バスの中で毒物中毒症状によって倒れたキム・ムンジャは、バスに一緒に乗っていた乗客によって近くの病院に運ばれたが、死亡してしまう。 犯行に及んだ金宣子は、バスから降りる過程で、キム・ムンジャのハンドバッグと貴金属を盗んで逃げた。